# Shakira: Live from Paris
Shakira: Live from Paris (nella versione spagnola Shakira: En vivo desde Paris) è il terzo album dal vivo della cantante colombiana Shakira, pubblicato il 5 dicembre 2011.
Il DVD è stato girato il 13 e 14 giugno 2011 nella capitale francese e rappresenta l'intero The Sun Comes Out World Tour di Shakira che dal settembre 2010 all'ottobre 2011 ha offerto ben 106 concerti in tutto il mondo. È uscito il 2 dicembre 2011 in Germania, il 5 dicembre negli altri paesi dell'Europa ed il 6 nel resto del mondo. L'album è stato reso disponibile nei formati DVD+CD, DVD e Blu-Ray.

## Promozione

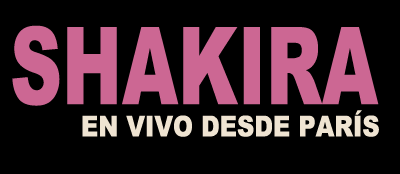
Logo di Shakira: En vivo desde Paris

Il 1º dicembre 2011 si è tenuto in Italia l'evento A Day with Shakira, che ha permesso ai fan italiani di assistere in anteprima ad una selezione dei migliori momenti del concerto parigino; il video è stato trasmesso via satellite in tutti i cinema Nexo Digital aderenti.
Il 21 ottobre 2011 è stato pubblicato il primo singolo Antes de las seis, distribuito per il solo download digitale; per esso è stato realizzato anche il relativo videoclip live, presentato il 3 novembre alle 5 del mattino. Come secondo singolo è stato estratto Je l'aime à mourir, uscito esclusivamente per il mercato francese il 2 dicembre.

## Tracce

### CD
1. Pienso en tí – 2:35 (Shakira, Luis Fernando Ochoa)
2. Why Wait – 2:49 (Shakira, Pharrell Williams)
3. Te dejo Madrid – 3:18 (Shakira, Tim Mitchell, George Noriega)
4. Whenever Wherever – 5:14 (Shakira, Gloria M. Estefan, Tim Mitchell)
5. Inevitable – 3:35 (Shakira, Luis Fernando Ochoa)
6. Nothing Else Matters / Despedida – 4:46 (James Hetfield, Lars Ulrich / Shakira, Antonio Pinto)
7. Gypsy – 5:29 (Shakira, Amanda Ghost, Ian Dench, Carl Sturken, Evan Rogers)
8. La tortura – 3:41 (Shakira, Luis Fernando Ochoa)
9. Ciega, sordomuda – 5:16 (Shakira, Estefano)
10. Underneath Your Clothes – 4:01 (Shakira, Léster Mendez)
11. Sale el sol – 3:23 (Shakira, Luis Fernando Ochoa)
12. Las de la Intuición – 2:55 (Shakira, Luis Fernando Ochoa)
13. Loca – 3:06 (Shakira, Dizzee Rascal, El Cata, Pitbull)
14. She Wolf – 4:18 (Shakira, Sam Endicott, John Hill)
15. Ojos así – 4:30 (Shakira, Pablo Flores, Javier Garza)
16. Antes de las seis – 2:56 (Shakira, Léster Mendez)
17. Je l'aime à mourir – 3:50 (Francis Cabrel)
18. Hips Don't Lie – 6:54 (Wyclef Jean, Shakira, Jerry "Wonda" Duplessis, Omar Alfano, LaTravia Parker)
19. Waka Waka (This Time for Africa) – 4:45 (Shakira, John Hill, Freshlyground, Golden Sounds)

### DVD/BD
1. Pienso en tí – 2:35 (Shakira, Luis Fernando Ochoa)
2. Why Wait – 2:49 (Shakira, Pharrell Williams)
3. Te dejo Madrid – 3:18 (Shakira, Tim Mitchell, George Noriega)
4. Si te vas – 4:17 (Shakira, Luis Fernando Ochoa)
5. Whenever Wherever – 5:14 (Shakira, Gloria M. Estefan, Tim Mitchell)
6. Inevitable – 3:35 (Shakira, Luis Fernando Ochoa)
7. Nothing Else Matters / Despedida – 4:46 (James Hetfield, Lars Ulrich / Shakira, Antonio Pinto)
8. Gypsy – 5:29 (Shakira, Amanda Ghost, Ian Dench, Carl Sturken, Evan Rogers)
9. La tortura – 3:41 (Shakira, Luis Fernando Ochoa)
10. Ciega, sordomuda – 5:16 (Shakira, Estefano)
11. Underneath Your Clothes – 4:01 (Shakira, Léster Mendez)
12. Gordita – 3:34 (Shakira, Calle 13)
13. Sale el sol – 3:23 (Shakira, Luis Fernando Ochoa)
14. Las de la Intuición – 2:55 (Shakira, Luis Fernando Ochoa)
15. Loca – 3:06 (Shakira, Dizzee Rascal, El Cata, Pitbull)
16. She Wolf – 4:18 (Shakira, Sam Endicott, John Hill)
17. Ojos así – 4:30 (Shakira, Pablo Flores, Javier Garza)
18. Antes de las seis – 2:56 (Shakira, Léster Mendez)
19. Je l'aime à mourir – 3:50 (Francis Cabrel)
20. Hips Don't Lie – 6:54 (Wyclef Jean, Shakira, Jerry "Wonda" Duplessis, Omar Alfano, LaTravia Parker)
21. Waka Waka (This Time for Africa) – 4:45 (Shakira, John Hill, Freshlyground, Golden Sounds)

Contenuti extra
1. Shakira durante le prove – Dietro le quinte
2. Shakira e Sanziana – Dietro le quinte
3. Shakira a Parigi – Dietro le telecamere del DVD
4. Shakira – La corsa degli asini
5. Shakira nel Golf – Dietro le quinte

## Formazione
- Shakira – voce
- Eric Holden – basso
- Brendan Buckley – batteria
- Grecco Buratto – chitarra
- Tim Mitchell – chitarra
- Thomas Dyani-Akuru – percussioni
- Albert Sterling Mendez – tastiere
- Una Pallisier – violino
- Olgi Chirino – cori

## Classifiche
| Classifica (2011) | Posizione massima |
| ----------------- | ----------------- |
| Italia            | 33                |

## Date di pubblicazione
| Paese       | Data di pubblicazione | Formato                  | Etichetta                |
| ----------- | --------------------- | ------------------------ | ------------------------ |
| Germania    | 2 dicembre 2011       | CD, CD/DVD, DVD, Blu-ray | Sony Music Entertainment |
| Francia     | 5 dicembre 2011       | CD, CD/DVD, DVD, Blu-ray | Epic Records             |
| Italia      | 5 dicembre 2011       | DVD, CD/DVD, Blu-ray     | Epic Records             |
| Canada      | 6 dicembre 2011       | DVD, Blu-ray             | Sony Music Latin         |
| Stati Uniti | 6 dicembre 2011       | CD/DVD, DVD, Blu-ray     | Sony Music Latin         |
| Regno Unito | 6 dicembre 2011       | CD/DVD, DVD, Blu-ray     | Sony Music Latin         |
| Sud America | 6 dicembre 2011       | CD/DVD, DVD, Blu-ray     | Sony Music Latin         |
| Giappone    | 6 dicembre 2011       | CD/DVD, DVD, Blu-ray     | Sony Music Latin         |